# Miloš Mečíř
Miloš Mečíř (9. srpna 1913 Královo Pole – 22. října 1987 Středozemní moře u Francie) byl československý odbojář a bojový pilot v období druhé světové války.

## Život

### Mládí
Miloš Mečíř se narodil 9. srpna 1913 v rodině lékárníka Vítězslava Mečíře a Marie, rozené Beránkové. Absolvoval I. českou reálku v Brně a poté studoval na Lékařské fakultě Masarykovy univerzity. V roce 1932 se zúčastnil mistrovství Československa v atletice, věnoval se veslování.

### Druhá světová válka
Po německé okupaci se Miloš Mečíř společně s otcem zapojil do struktur Obrany národa. Skupina jím vedená 18. března 1939 odcizila z kasáren autopraporu v dnešní Domažlické ulici šestici motocyklů, které byly posléze předány pro potřeby odboje. Později odcizila i zbraně a střelivo z kasáren v ulici Pod Kaštany. Coby student medicíny byl pověřen otázkou zdravotnictví. Společně s otcem spolupracoval na vývoji bakteriologických zbraní, byl též vyslán do Polska s informacemi o blížícím se útoku Německa. Z důvodu zatýkací vlny členů Obrany národa odešel 30. listopadu 1939 do zahraničí, aby se přes Bělehrad a Bejrút přesunul do Francie, kde 4. března 1940 vstoupil v Agde do Československého zahraničního vojska. Po přesunu do Velké Británie v červenci 1940 se stal příslušníkem RAF a to nejprve 19. perutě, od roku 1942 pak 313. československé stíhací perutě. Pilotní výcvik prodělal v Cranfieldu, v roce 1941 si dokončil medicínské studium. Od března 1943 sloužil u Night Vision School. Navrhoval odstranění slovenského prezidenta Jozefa Tisa. Při demobilizaci byl září 1945 povýšen do hodnosti nadporučíka letectva v záloze.

### Po druhé světové válce
Miloš Mečíř na konci čtyřicátých let znovu odešel do emigrace do Anglie. Zemřel 22. října 1987 ve Středozemním moři u pobřeží Francie.

## Ocenění
- Dne 5. května 1943 obdržel Miloš Mečíř Československou medaili Za chrabrost před nepřítelem
- Dne 20. ledna 1944 obdržel Miloš Mečíř Československý válečný kříž 1939
- Dne 12. ledna 1945 obdržel Miloš Mečíř britskou Hvězdu 1939-1945
- Dne 6. března 1946 obdržel Miloš Mečíř Československou medaili za zásluhy I. stupně

## Rodina
Otec Miloše Mečíře Vítězslav Mečíř byl za účast v odboji 26. srpna 1942 popraven v Berlíně. Měl jednu dceru.